# Nettetal
Nettetal is een stad en gemeente in de Duitse deelstaat Noordrijn-Westfalen, gelegen in de Kreis Viersen. Zij is een Duitse buurgemeente van Venlo. De gemeente telt 42.438 inwoners (31 december 2020) op een oppervlakte van 83,86 km². De hoofdplaats is Lobberich.

## Plaatsen in de gemeente Nettetal
De gemeente Nettetal bestaat uit onderstaande stadsdelen:
- Breyell
- Hinsbeck
- Kaldenkerken (Duits: Kaldenkirchen)
- Leuth
- Lobberich (Nederlands: Lobberik)

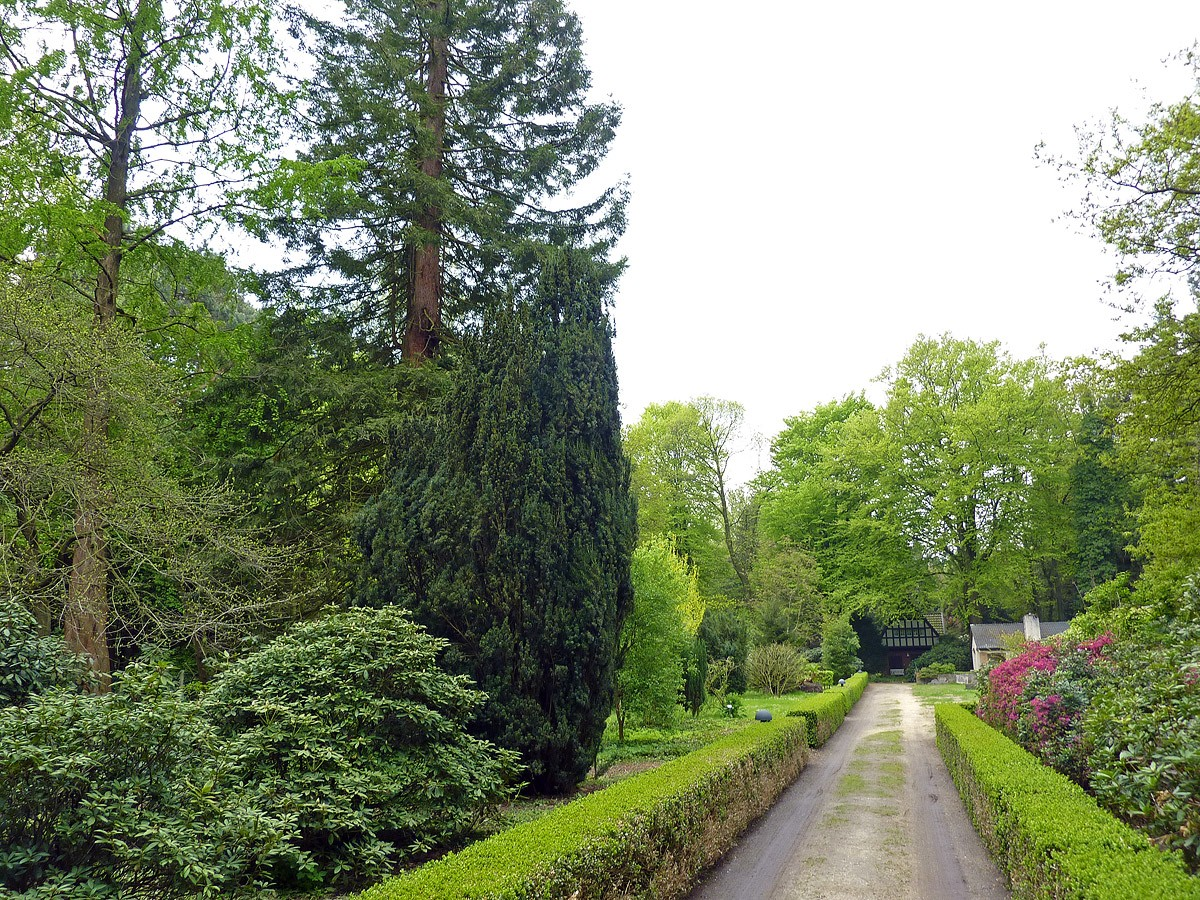
Toegang tot Sequoiafarm Kaldenkirchen

Het enige (historische) kerkdorp in de gemeente is Schaag. Tot 1970 behoorde dit tot de gemeente Breyell. Thans is dit het zesde stadsdeel van de gemeente Nettetal.
Elke plaats heeft een zogenaamde Ortsvertreter, dit is een raadslid dat de belangen behartigt van de betreffende kern. Ook vertegenwoordigt het raadslid "zijn" of "haar" kern van de gemeente naar buiten toe.

## Geschiedenis
De gemeente is opgericht in 1970 in het kader van de gemeentelijke herindeling in de deelstaat Noordrijn-Westfalen uit de gemeenten: Lobberich, Kaldenkirchen, Breyell, Hinsbeck en Leuth.
De naam is afgeleid van de Nette, een rivier die over ongeveer twaalf kilometer door de gemeente stroomt.
Lobberich, Hinsbeck en Leuth behoorden tot het Overkwartier van Gelder en dus tot de Zuidelijke Nederlanden. Tijdens de Spaanse Successieoorlog werd het gebied door Pruisen ingenomen, samen met de andere gemeenten die vanaf 1713 officieel Pruisisch Opper-Gelre vormden.
Kaldenkirchen, Breyell en Schaag behoorden tot het hertogdom Gulik.

## Bekende inwoners van Nettetal
- Tuğrul Erat, voetballer
- Alexander Gottfried, wielrenner, rijdend bij Tinkoff Credit Systems
- Wladimir Gottfried, wielrenner, onder andere winnaar 2007 WK tijdrijden & weg masters 55-59 jaar
- Stefan Heythausen, schaatser en deelnemer aan olympische spelen
- Sascha Lappessen, dj en "gezicht" van de band Sash!
- Hans Sleven (1936-2023), voetballer

## Afbeeldingen

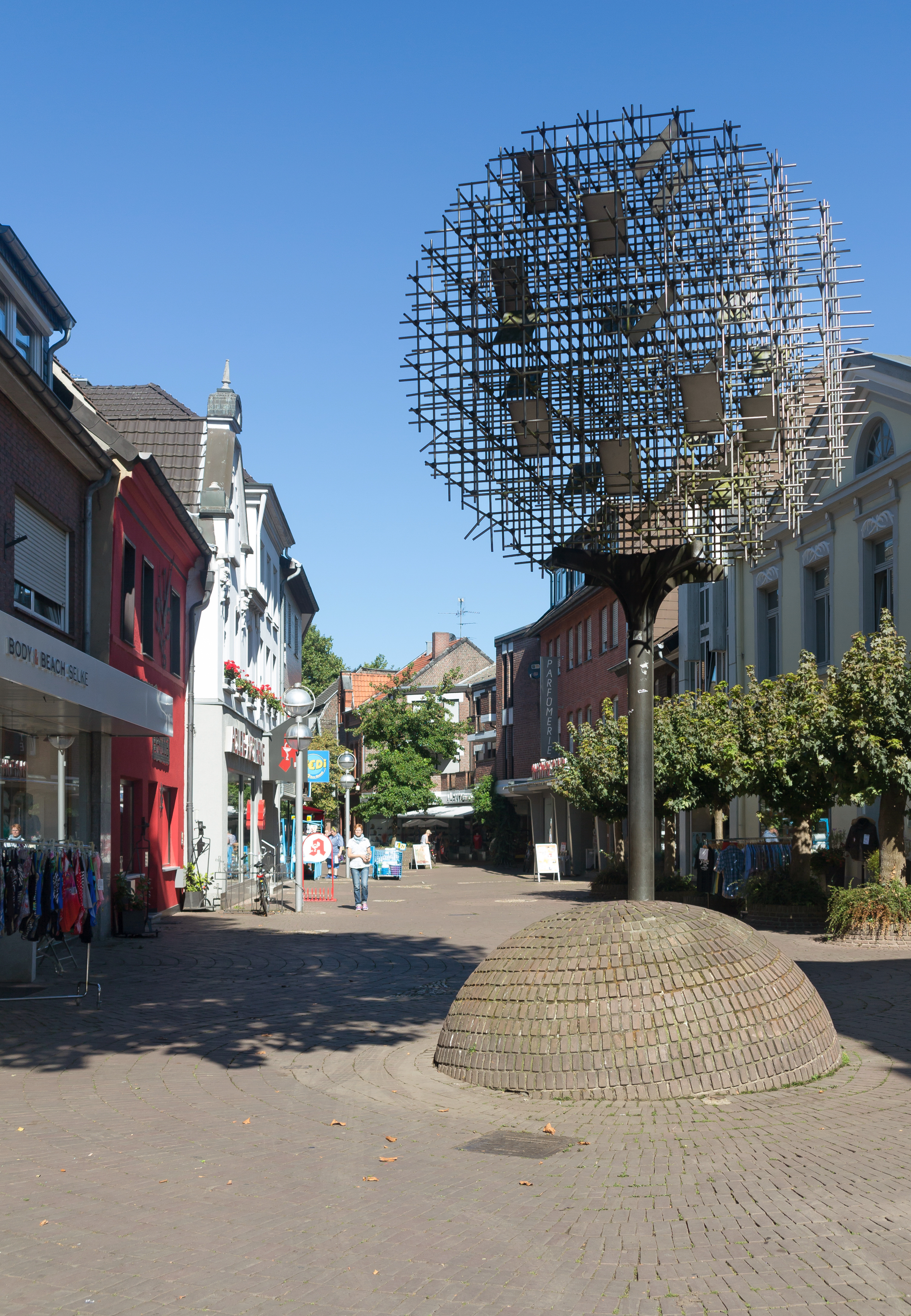
Kaldenkirchen, Jahnstrasse
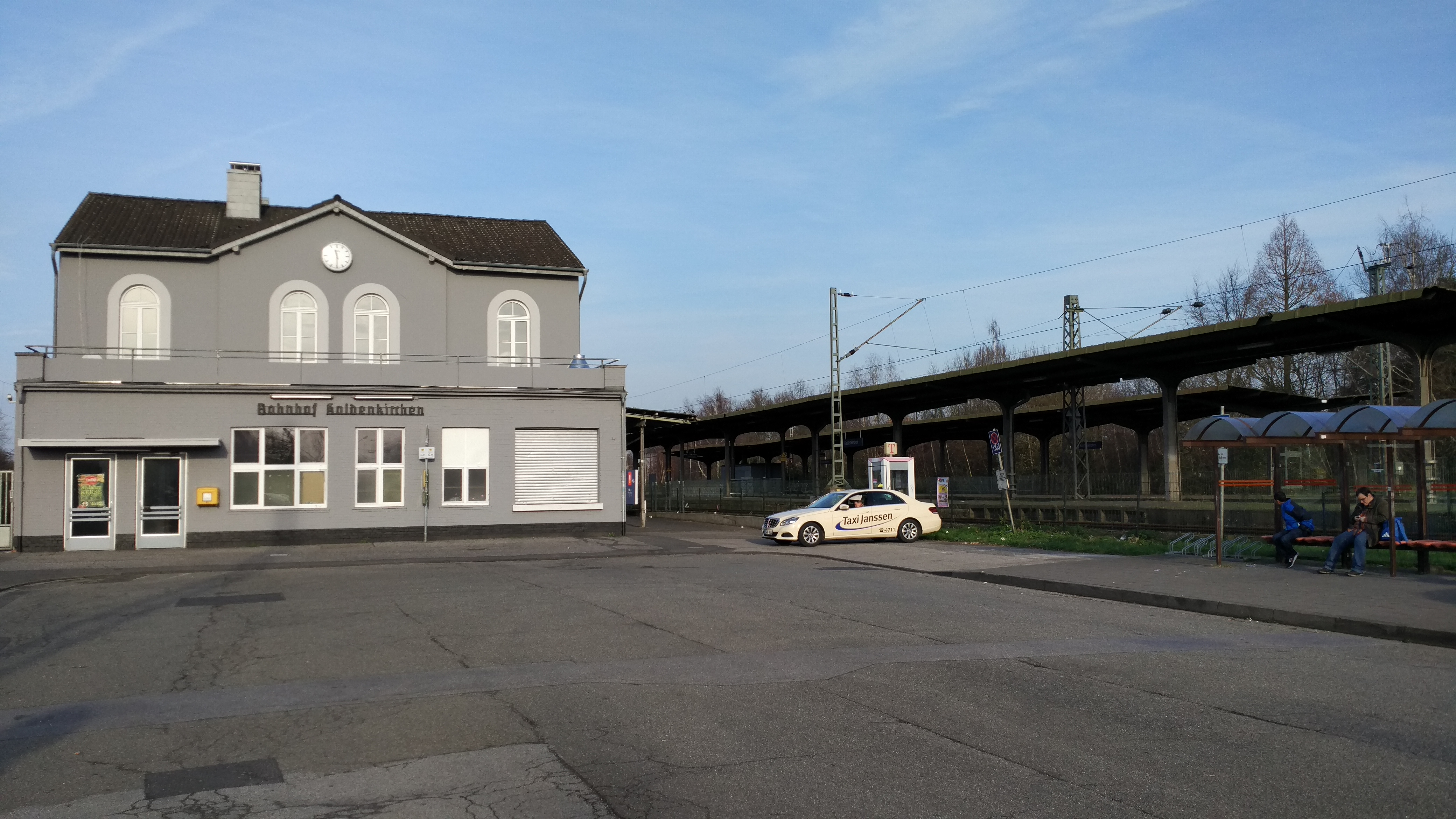
Station Kaldenkirchen
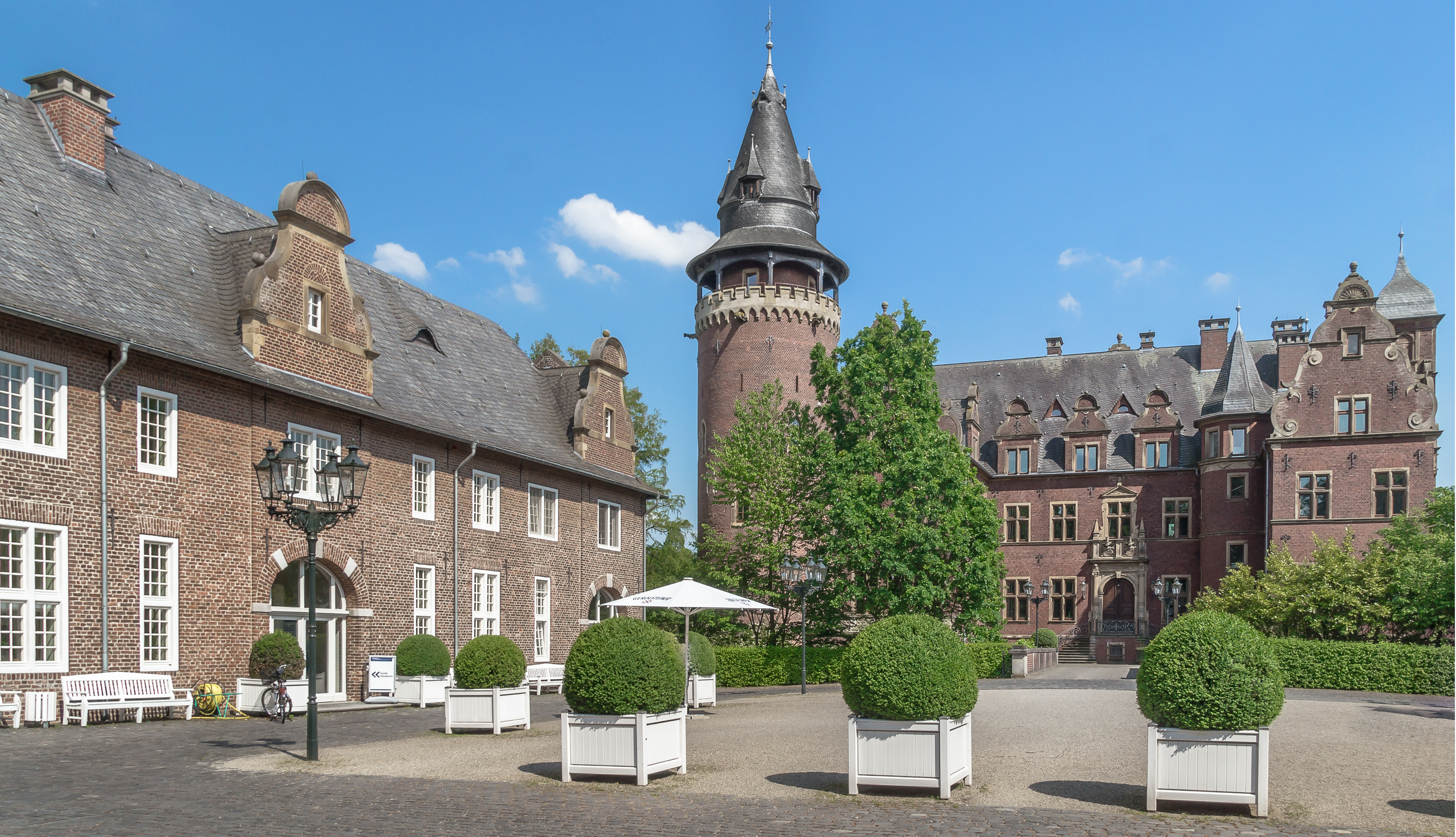
Schloss Krickenbeck

Breyell · Hinsbeck · Kaldenkerken · Leuth · Lobberich · Schaag
Brüggen · Grefrath · Kempen · Nettetal · Niederkrüchten · Schwalmtal · Tönisvorst · Viersen · Willich